# بومهل البساتين
بومهل البساتين إحدى مدن الجمهورية التونسية، تقع في ولاية بن عروس. وتقع على سفح جبل بوڨرنين.
أحدثت بلدية بومهل البساتين بموجب الأمر عدد 852-1991 المؤرخ في 3 ماي 1991 على مساحة جملية تقدّر بـ 2198 هكتار وقد كان مجالها الترابي تابع لبلدية حمام الأنف بالنسبة لبومهل ولبلدية الزهراء بالنسبة للبساتين.
تعتبر بلدية بومهل البساتين واحدة من إحدى عشرة بلدية بولاية بن عروس وتنقسم إلى ثلاثة دوائر بلدية تقابلها على مستوى المعتمدية ثلاثة عمادات هي:  
- بومهل البساتين (وهو تجمع سكني وخدماتي)
- البساتين (وهو تجمع سكني واقتصادي وصناعي)
- شالة (وهي منطقة ذات طابع ريفي مهيمن)

إلى جانب العمادات، يضم بومهل البساتين منطقة بومهل الخليج أو ما يعرف بحي الخليج
الذي يقطعه وادي الخليج.

## النقل
يمكن للمتوجهين إلى منطق بومهل البساتين استقلال حافلات النقل العمومي
أو حافلات النقل الخاص "TUS" من محطة ساحة برشلونة بالعاصمة. 
توفر شركة النقل بتونس حافلات تؤمن نقل المسافرين:
- خط الحافلة 75 : من محطة برشلونة إلى ساحة بومهل البساتين عبر اليسمينات.

- خط الحافلة 10 ت : من محطة برشلونة إلى شالة عبر اليسمينات ويشق نصف مساحة بومهل البساتين مروراً بوادي الخليج.

- خط الحافلة 82 : من محطة برشلونة إلى بومهل الخليج عبر المدينة الجديدة والزهراء وحي البساتين.

- خط الحافلة 85 : من بومهل البساتين إلى المنطقة الصناعية بالمغيرة عبر نعسان وشبدة.

- خط الحافلة 26 أ : من محطة برشلونة إلى مرناق عبر الزهراء فمدخل بومهل البساتين/ حمام الأنف فبومهل البساتين فوادي الخليج فبوجردقة فمرناق.

- خط الحافلة 26 ب : من محطة برشلونة إلى مرناق عبر الزهراء فمدخل بومهل البساتين/ حمام الأنف فبومهل البساتين فشالة فمرناق.

شركة النقل الحضري TUS أمنت من جهتها خط واحد «26 أ» بنفس مسلك حافلة النقل العمومي.